# Пио-Ульский, Георгий Николаевич
Гео́ргий Никола́евич Пио-Ульский (1864—1938) — русский учёный в области механики и теплотехники, инициатор внедрения турбин в морском флоте, оборудовал первую в России лабораторию для испытания паровых машин, изобретатель и рационализатор, создал «пневмограф» для записи дыхания водолазов, изобрёл глушители для первых аэропланов. Автор научных работ, посвящённых проблемам проектирования судовых машин и механизмов, а также вопросам теории и расчёта паровых турбин.
Профессор Технического училища Морского ведомства, Императорского Института инженеров путей сообщения императора Александра I и Санкт-Петербургского политехнического института имени Петра Великого, генерал-лейтенант корпуса инженеров-механиков флота.
В эмиграции — профессор кафедры термодинамики, кинематики машин и паровых машин технического факультета Белградского университета, организатор создания Русского научного института в Белграде.

## Биография
Родился 24 января 1864 года в Пскове в дворянской семье. Его отец — Николай Егорович Пио-Ульский был преподавателем математики и космологии, инспектором, а с 1861 года — директором псковской мужской губернской гимназии, мать — княжна Екатерина Федоровна (урожденная Глебово-Шаховская), дочь псковского предводителя дворянства. Георгий учился в Псковской мужской гимназии, а среднее образование завершил во Введенской гимназии Санкт-Петербурга.
В 1881 году поступил и в 1884 году окончил Техническое училище Морского ведомства в Кронштадте. В 1890 году окончил по первому разряду механическое отделение Николаевской морской академии и произведён в помощники старшего инженер-механика. В 1891 году был командирован в Швецию для приемки судовых двигателей минных транспортов «Дунай» и «Буг».
С 1891 по 1896 годы Пио-Ульский был преподавателем математики и теории сопротивления материалов Технического училища Морского ведомства. С 1896 года преподавал на кафедре паровых машин Императорского Института инженеров путей сообщения императора Александра I. На этой кафедре Пио-Ульский оборудовал первую в России лабораторию для испытания паровых машин. С 1913 года — экстраординарный профессор (профессор без должности) кафедры паровых машин и основ машиностроения института.
В 1897 году произведён в чин старшего инженер-механика. В 1900 году Г. Н. Пио-Ульский создал «пневмограф» для записи дыхания водолаза, а позже изобрёл глушители для первых аэропланов.
В 1903 году стал первым заведующим кафедры судовых паровых механизмов кораблестроительного отделения Санкт-Петербургского политехнического института имени Петра Великого. В 1906 году был избран профессором кораблестроительного отделения Политехнического института. С 1914 года стал заслуженным профессором этого института.
В 1905 году переаттестован в чин инженер-механика подполковника, за отличие в том же году произведён в инженер-механики полковники. 10 апреля 1911 года произведён в инженер-механики генерал-майоры.
Свою преподавательскую и научную работу совмещал с практической работой на судостроительных заводах. В 1912—1915 годах состоял консультантом и конструктором на Балтийском судостроительном и механическом заводе в Санкт-Петербурге. Среди его разработок был проект выполненный совместно с инженерами завода «Brown-Bowery» паровых турбин для крейсеров «Кинбурн» и « Измаил» водоизмещением 32500 тонн.
В годы Первой мировой войны был начальником механического отделения центральной технической лаборатории Военного министерства.
После Октябрьской революции Пио-Ульский выехал из Петрограда в Новочеркасск, где работал профессором Донского политехнического института. В 1919 году принимал участие в создании нового Северо-Кубанского политехнического института в Екатеринодаре.

## Эмиграция
В 1920 году генерал-лейтенант Пио-Ульский покинул Россию и переехал в Белград. В эмиграции Пио-Ульский занимал важное положение при дворе сербского короля Александра I Карагеоргиевича, так как еще во время его учебы Пажеском корпусе в Петербурге Пио-Ульский был наставником Александра, который дружил с сыновьями Пио-Ульского и часто бывал в их доме на Каменном острове.
С 1920 года Пио-Ульский состоял ординарным профессором кафедры термодинамики, кинематики машин и паровых машин технического факультета Белградского университета. В университете создал Музей машин, привлекал к работе по его оборудованию крупные машиностроительные заводы Европы. Музей действует до настоящего времени. Пио-Ульский занимался строительством газовых турбин и первым в мире теоретически обосновал их преимущество по скорости и бесшумности.
В 1928 году Пио-Ульский стал одним из организаторов Русского научного института в Белграде, где возглавлял отделение математических и технических наук, работал в редакционной комиссии, а с 1928 по 1934 годы являлся товарищем председателя правления. В течение многих лет занимал должность председателя Союза русских инженеров в Югославии, принимал участие в съездах Федерации Союзов русских инженеров в эмиграции. При его непосредственном участии Союзом издавался технический журнал «Инженер» на русском языке.
Состоял членом Федерации инженеров-славян. Оставался непримиримым противником большевизма, возражал против всякого сотрудничества с представителями СССР. Когда выяснилось, что его труды изданы в СССР, Пио-Ульский оставил пост председателя Союза русских инженеров и затем уволился и из Русского научного института (оставаясь почётным членом). Написал книгу «Русская эмиграция и её значение в культурной жизни других народов», опубликованную в Белграде после смерти автора. В 1930-е годы часто посещал Париж по научным делам. Состоял почётным членом Союза русских инженеров во Франции и почётным председателем Объединения бывших воспитанников Морского инженерного училища, заведовал студенческими делами в Державной комиссии по назначению стипендий и пособий.
Умер Георгий Николаевич Пио-Ульский в Белграде 13 августа 1938 года. Правительство Югославии распорядилось почтить его память отданием воинских почестей как русскому офицеру. Похоронен 15 августа 1938 года на Новом кладбище Белграда.

## Награды
- орден Святой Анны 1-й степени[7];
- орден Святого Станислава 1 степени (1915);
- орден Святого Владимира 3-й степени (1913);
- орден Святой Анны 2 степени (1907);
- светло-бронзовая медаль «В память 200-летия морского сражения при Гангуте» (1915);
- светло-бронзовая медаль «В память 300-летия царствования дома Романовых»;
- другие медали[1].

## Семья
Род Пио-Ульских известен с XI столетия. В 1609 году воевода польской шляхты Ульский перешёл на службу к русскому царю Василию Шуйскому. По семейной легенде, необычная приставка к фамилии «Пио» (в переводе с латинского — «Благочестивый»), была дарована одному из представителей рода Пио-Ульских Папой Римским Павлом V во время его поездки в Польшу при короле Сигизмунде III за то, что он спас дочь Сигизмунда.
Георгий Николаевич Пио-Ульский  был женат на Наталии Антоновне Юноша-Шанявской (умерла 28 декабря 1936). В семье было четверо детей: две дочери - Галли и Мария, и два сына. Старший сын — Владимир (1888—1965), окончил Морское инженерное училище и Павловское военное училище. Участник Первой мировой войны и Белого движения, дослужился до чина полковника. В эмиграции в Югославии. Служил в Русском корпусе унтер-офицером транспортной роты. После 1945 года переехал в США. Умер в Лейквуде.
Младший сын — Антоний (1894—1956) офицер-артиллерист, участник Первой мировой войны и Белого движения. В эмиграции в Югославии. Служил в Русском корпусе. После Второй мировой войны — в США. Его сын Константин Антониевич (род. 12 апреля 1935, Белград) стал инженер-механиком, виртуозом-балалаечником, фотографом-портретистом, живёт в Америке. Женат на Ольге Ивановной (в девичестве Павлова), в семье детей нет. Константин Антониевич является последним носителем фамилии «Пио-Ульский».